# إلياس ولد عمار
إلياس ولد عمار (مواليد 6 يوليو 1983، الجزائر) هو لاعب كرة طائرة جزائري دولي. يبلغ طوله 1.96 مترًا.

## الأندية
| النادي                             | البلد     | الفترة    |
| ---------------------------------- | --------- | --------- |
| مولودية الجزائر للكرة الطائرة      | الجزائر   |           |
| مكتب بريد الشلف                    | الجزائر   | 2004-2005 |
| تولوز للكرة الطائرة                | فرنسا     | 2005-2006 |
| مرسيليا للكرة الطائرة              | فرنسا     | 2006-2007 |
| نادي غرونوبل الجامعي للكرة الطائرة | فرنسا     | 2007-2008 |
| أراغو دي سيت                       | فرنسا     | 2008-2009 |
| يو إس سانت إغريف                   | فرنسا     | 2009-2010 |
| إي إس بيثوا                        | الجزائر   | 2010-2011 |
| بيرترانغ للكرة الطائرة             | لوكسمبورغ | 2011-2012 |
| غراس للكرة الطائرة                 | فرنسا     |           |